# Single numer jeden w roku 2011 (Polska)
Notowanie Polish Airplay Chart przedstawia najpopularniejsze utwory w polskich rozgłośniach radiowych oraz stacjach telewizyjnych. Opublikowane przez ZPAV dane w roku 2011 kompletowane były przez Nielsen Music Control w oparciu o cotygodniową liczbę odegrań w radio oraz wyświetleń w telewizji. Poniżej znajdują się tabele prezentujące najpopularniejsze single, najwyżej debiutujące nowości oraz najczęściej emitowane teledyski w muzycznych stacjach telewizyjnych w danych tygodniach w roku 2011.

## Top airplay
| Data            | Top 5 airplay                     | Top 5 airplay           | Top 5 airplay | Top 5 airplay - nowości       | Top 5 airplay - nowości                | Top 5 airplay - nowości |
| Data            | Wykonawca                         | Utwór                   | Źródło        | Wykonawca                     | Utwór                                  | Źródło                  |
| --------------- | --------------------------------- | ----------------------- | ------------- | ----------------------------- | -------------------------------------- | ----------------------- |
| 1 stycznia      | Duck Sauce                        | „Barbra Streisand”      | [ 1 ]         | Diddy-Dirty Money             | „Coming Home”                          | [ 2 ]                   |
| 8 stycznia      | Andrzej Piaseczny                 | „Śniadanie do łóżka”    | [ 3 ]         | Peter Luts                    | „The Rain”                             | [ 4 ]                   |
| 15 stycznia     | Andrzej Piaseczny                 | „Śniadanie do łóżka”    | [ 5 ]         | Bruno Mars                    | „Grenade”                              | [ 6 ]                   |
| 22 stycznia     | Nelly                             | „Just a Dream”          | [ 7 ]         | Varius Manx                   | „Przebudzenie”                         | [ 8 ]                   |
| 29 stycznia     | Nelly                             | „Just a Dream”          | [ 9 ]         | Manchester                    | „Lawendowy”                            | [ 10 ]                  |
| 5 lutego        | Ewa Farna                         | „Ewakuacja”             | [ 11 ]        | Roxette                       | „She's Got Nothing On (But the Radio)” | [ 12 ]                  |
| 12 lutego       | Nelly                             | „Just a Dream”          | [ 13 ]        | Siostry Melosik               | „Żeńsko-męska gra”                     | [ 14 ]                  |
| 19 lutego       | Ewa Farna                         | „Ewakuacja”             | [ 15 ]        | Rihanna                       | „S&M”                                  | [ 16 ]                  |
| 26 lutego       | Ewa Farna                         | „Ewakuacja”             | [ 17 ]        | Clare Maguire                 | „The Last Dance”                       | [ 18 ]                  |
| 5 marca         | Bruno Mars                        | „Grenade”               | [ 19 ]        | Blue Café                     | „Buena”                                | [ 20 ]                  |
| 12 marca        | Bruno Mars                        | „Grenade”               | [ 21 ]        | 4 Non Blondes                 | „What's Up?”                           | [ 22 ]                  |
| 19 marca        | Bruno Mars                        | „Grenade”               | [ 23 ]        | Ian Carey feat. Snoop Dogg    | „Last Night”                           | [ 24 ]                  |
| 26 marca        | Bruno Mars                        | „Grenade”               | [ 25 ]        | Britney Spears                | „Till the World Ends”                  | [ 26 ]                  |
| 2 kwietnia      | Lady Gaga                         | „Born This Way”         | [ 27 ]        | Video                         | „Papieros”                             | [ 28 ]                  |
| 9 kwietnia      | Lady Gaga                         | „Born This Way”         | [ 29 ]        | M. Pokora                     | „Oblivion”                             | [ 30 ]                  |
| 16 kwietnia     | Lady Gaga                         | „Born This Way”         | [ 31 ]        | Mezo feat. Ewa Jach           | „Kryzys”                               | [ 32 ]                  |
| 23 kwietnia     | Rihanna                           | „S&M”                   | [ 33 ]        | Dr. Alban                     | „It’s My Life”                         | [ 34 ]                  |
| 30 kwietnia     | Rihanna                           | „S&M”                   | [ 35 ]        | Kayah                         | „Za późno”                             | [ 36 ]                  |
| 7 maja          | The Black Eyed Peas               | „Just Can't Get Enough” | [ 37 ]        | Zakopower                     | „Boso”                                 | [ 38 ]                  |
| 14 maja         | Katy Perry                        | „E.T.”                  | [ 39 ]        | Sylwia Grzeszczak             | „Małe rzeczy”                          | [ 40 ]                  |
| 21 maja         | Blue Café                         | „Buena”                 | [ 41 ]        | Amna                          | „Tell Me Why”                          | [ 42 ]                  |
| 28 maja         | Blue Café                         | „Buena”                 | [ 43 ]        | Kombii                        | „Kolory tańczą w Twoich oczach”        | [ 44 ]                  |
| 4 czerwca       | Blue Café                         | „Buena”                 | [ 45 ]        | Lauri                         | „Heavy”                                | [ 46 ]                  |
| 11 czerwca      | Blue Café                         | „Buena”                 | [ 47 ]        | Ell & Nikki                   | „Running Scared”                       | [ 48 ]                  |
| 18 czerwca      | Sylwia Grzeszczak                 | „Małe rzeczy”           | [ 49 ]        | Pink                          | „Heartbreak Down”                      | [ 50 ]                  |
| 25 czerwca      | Sylwia Grzeszczak                 | „Małe rzeczy”           | [ 51 ]        | Wet Fingers                   | „Turn Me On”                           | [ 52 ]                  |
| 2 lipca         | Sylwia Grzeszczak                 | „Małe rzeczy”           | [ 53 ]        | Lady Pank                     | „Z dachu”                              | [ 54 ]                  |
| 9 lipca         | Sylwia Grzeszczak                 | „Małe rzeczy”           | [ 55 ]        | Feel                          | „Cały ten świat”                       | [ 56 ]                  |
| 16 lipca        | Sylwia Grzeszczak                 | „Małe rzeczy”           | [ 57 ]        | Lady Gaga                     | „The Edge of Glory”                    | [ 58 ]                  |
| 23 lipca        | Sylwia Grzeszczak                 | „Małe rzeczy”           | [ 59 ]        | PIN                           | „Na pustej drodze”                     | [ 60 ]                  |
| 30 lipca        | Sylwia Grzeszczak                 | „Małe rzeczy”           | [ 61 ]        | Brooke Fraser                 | „Something in the Water”               | [ 62 ]                  |
| 6 sierpnia      | Sylwia Grzeszczak                 | „Małe rzeczy”           | [ 63 ]        | Colbie Caillat                | „I Do”                                 | [ 64 ]                  |
| 13 sierpnia     | Rihanna                           | „California King Bed”   | [ 65 ]        | Red Hot Chilli Peppers        | „The Adventures of Rain Dance Maggie”  | [ 66 ]                  |
| 20 sierpnia     | Zakopower                         | „Boso”                  | [ 67 ]        | Lady Pank                     | „Mój świat bez Ciebie”                 | [ 68 ]                  |
| 27 sierpnia     | Adele                             | „Set Fire to the Rain”  | [ 69 ]        | Bruno Mars                    | „Marry You”                            | [ 70 ]                  |
| 3 września      | Adele                             | „Set Fire to the Rain”  | [ 71 ]        | Sylwia Grzeszczak             | „Sen o przyszłości”                    | [ 72 ]                  |
| 10 września     | Adele                             | „Set Fire to the Rain”  | [ 73 ]        | Ray Wilson & Stiltskin        | „American Beauty”                      | [ 74 ]                  |
| 17 września     | Adele                             | „Set Fire to the Rain”  | [ 75 ]        | Ellie                         | „Co mi w duszy gra”                    | [ 76 ]                  |
| 24 września     | Maroon 5 feat. Christina Aguilera | „Moves like Jagger”     | [ 77 ]        | Foster the People             | „Pumped Up Kicks”                      | [ 78 ]                  |
| 1 października  | Maroon 5 feat. Christina Aguilera | „Moves like Jagger”     | [ 79 ]        | Varius Manx                   | „Jednym ruchem serca”                  | [ 80 ]                  |
| 8 października  | Sylwia Grzeszczak                 | „Sen o przyszłości”     | [ 81 ]        | Tinie Tempah feat. Ester Dean | „Love Suicide”                         | [ 82 ]                  |
| 15 października | Sylwia Grzeszczak                 | „Sen o przyszłości”     | [ 83 ]        | Nickelback                    | „When We Stand Together”               | [ 84 ]                  |
| 22 października | Maroon 5 feat. Christina Aguilera | „Moves like Jagger”     | [ 85 ]        | Feel                          | „Jak nie to nie”                       | [ 86 ]                  |
| 29 października | Maroon 5 feat. Christina Aguilera | „Moves like Jagger”     | [ 87 ]        | Zakopower                     | „Bóg wie gdzie”                        | [ 88 ]                  |
| 5 listopada     | Maroon 5 feat. Christina Aguilera | „Moves like Jagger”     | [ 89 ]        | Gienek Loska Band             | „W jedną stronę bilet”                 | [ 90 ]                  |
| 12 listopada    | Maroon 5 feat. Christina Aguilera | „Moves like Jagger”     | [ 91 ]        | Aura Dione                    | „Geronimo”                             | [ 92 ]                  |
| 19 listopada    | Olly Murs feat. Rizzle Kicks      | „Heart Skips a Beat”    | [ 93 ]        | Blue Café                     | „Wina”                                 | [ 94 ]                  |
| 26 listopada    | Olly Murs feat. Rizzle Kicks      | „Heart Skips a Beat”    | [ 95 ]        | Da'Zoo                        | „La La La (Hot Girls)”                 | [ 96 ]                  |
| 3 grudnia       | Foster the People                 | „Pumped Up Kicks”       | [ 97 ]        | Gotye feat. Kimbra            | „Somebody That I Used to Know”         | [ 98 ]                  |
| 10 grudnia      | Adele                             | „Someone like You”      | [ 99 ]        | Ewa Farna                     | „Nie przegap”                          | [ 100 ]                 |
| 17 grudnia      | —                                 | —                       | —             | —                             | —                                      | —                       |
| 24 grudnia      | Adele                             | „Someone like You”      | [ 101 ]       | Ace of Base                   | „All That She Wants”                   | [ 102 ]                 |
| 31 grudnia      | Foster the People                 | „Pumped Up Kicks”       | [ 103 ]       | Dev feat. Enrique Iglesias    | „Naked”                                | [ 104 ]                 |

## Top airplay TV
| Data            | Teledysk                       | Wykonawca                         | Źródło  |
| --------------- | ------------------------------ | --------------------------------- | ------- |
| 1 stycznia      | „My Feelings for You”          | Avicii feat. Sebastien Drums      | [ 105 ] |
| 8 stycznia      | „What’s My Name?”              | Rihanna feat. Drake               | [ 106 ] |
| 15 stycznia     | „Ewakuacja”                    | Ewa Farna                         | [ 107 ] |
| 22 stycznia     | „Ewakuacja”                    | Ewa Farna                         | [ 108 ] |
| 29 stycznia     | „Ewakuacja”                    | Ewa Farna                         | [ 109 ] |
| 5 lutego        | „Ewakuacja”                    | Ewa Farna                         | [ 110 ] |
| 12 lutego       | „Ewakuacja”                    | Ewa Farna                         | [ 111 ] |
| 19 lutego       | „Ewakuacja”                    | Ewa Farna                         | [ 112 ] |
| 26 lutego       | „Ewakuacja”                    | Ewa Farna                         | [ 113 ] |
| 5 marca         | „Ewakuacja”                    | Ewa Farna                         | [ 114 ] |
| 12 marca        | „Grenade”                      | Bruno Mars                        | [ 115 ] |
| 19 marca        | „Grenade”                      | Bruno Mars                        | [ 116 ] |
| 26 marca        | „Hold It Against Me”           | Britney Spears                    | [ 117 ] |
| 2 kwietnia      | „Born This Way”                | Lady Gaga                         | [ 118 ] |
| 9 kwietnia      | „Born This Way”                | Lady Gaga                         | [ 119 ] |
| 16 kwietnia     | „Mr. Saxobeat”                 | Alexandra Stan                    | [ 120 ] |
| 23 kwietnia     | „Mr. Saxobeat”                 | Alexandra Stan                    | [ 121 ] |
| 30 kwietnia     | „Bez łez”                      | Ewa Farna                         | [ 122 ] |
| 7 maja          | „Mr. Saxobeat”                 | Alexandra Stan                    | [ 123 ] |
| 14 maja         | „Bez łez”                      | Ewa Farna                         | [ 124 ] |
| 21 maja         | „Just Can't Get Enough”        | The Black Eyed Peas               | [ 125 ] |
| 28 maja         | „Papieros”                     | Video                             | [ 126 ] |
| 4 czerwca       | „Till the World Ends”          | Britney Spears                    | [ 127 ] |
| 11 czerwca      | „Till the World Ends”          | Britney Spears                    | [ 128 ] |
| 18 czerwca      | „Małe rzeczy”                  | Sylwia Grzeszczak                 | [ 129 ] |
| 25 czerwca      | „Rabiosa”                      | Shakira feat. Pitbull             | [ 130 ] |
| 2 lipca         | „Party Rock Anthem”            | LMFAO                             | [ 131 ] |
| 9 lipca         | „Małe rzeczy”                  | Sylwia Grzeszczak                 | [ 132 ] |
| 16 lipca        | „Małe rzeczy”                  | Sylwia Grzeszczak                 | [ 133 ] |
| 23 lipca        | „Małe rzeczy”                  | Sylwia Grzeszczak                 | [ 134 ] |
| 30 lipca        | „Party Rock Anthem”            | LMFAO                             | [ 135 ] |
| 6 sierpnia      | „Małe rzeczy”                  | Sylwia Grzeszczak                 | [ 136 ] |
| 13 sierpnia     | „Małe rzeczy”                  | Sylwia Grzeszczak                 | [ 137 ] |
| 20 sierpnia     | „Rabiosa”                      | Shakira feat. Pitbull             | [ 138 ] |
| 27 sierpnia     | „Last Friday Night (T.G.I.F.)” | Katy Perry                        | [ 139 ] |
| 3 września      | „Rabiosa”                      | Shakira feat. Pitbull             | [ 140 ] |
| 10 września     | „Małe rzeczy”                  | Sylwia Grzeszczak                 | [ 141 ] |
| 17 września     | „You and I (On Ibiza)”         | Kalwi & Remi feat. Amanda Wilson  | [ 142 ] |
| 24 września     | „Moves like Jagger”            | Maroon 5 feat. Christina Aguilera | [ 143 ] |
| 1 października  | „Rain Over Me”                 | Pitbull feat. Marc Anthony        | [ 144 ] |
| 8 października  | „Rain Over Me”                 | Pitbull feat. Marc Anthony        | [ 145 ] |
| 15 października | „Sen o przyszłości”            | Sylwia Grzeszczak                 | [ 146 ] |
| 22 października | „Moves like Jagger”            | Maroon 5 feat. Christina Aguilera | [ 147 ] |
| 29 października | „Moves like Jagger”            | Maroon 5 feat. Christina Aguilera | [ 148 ] |
| 5 listopada     | „We Found Love”                | Rihanna feat. Calvin Harris       | [ 149 ] |
| 12 listopada    | „We Found Love”                | Rihanna feat. Calvin Harris       | [ 150 ] |
| 19 listopada    | „We Found Love”                | Rihanna feat. Calvin Harris       | [ 151 ] |
| 26 listopada    | „We Found Love”                | Rihanna feat. Calvin Harris       | [ 152 ] |
| 3 grudnia       | „We Found Love”                | Rihanna feat. Calvin Harris       | [ 153 ] |
| 10 grudnia      | „We Found Love”                | Rihanna feat. Calvin Harris       | [ 154 ] |
| 17 grudnia      | —                              | —                                 | —       |
| 24 grudnia      | „Nie przegap”                  | Ewa Farna                         | [ 155 ] |
| 31 grudnia      | „Nie przegap”                  | Ewa Farna                         | [ 156 ] |

## Top Dyskoteki
Notowanie Top Dyskoteki przedstawia najpopularniejsze piosenki emitowane w polskich klubach. Publikowane przez Związek Producentów Audio-Video nieregularnie, zestawienia w roku 2011 sporządzane były przez Nielsen Music Control w oparciu o liczbę odegrań poszczególnych utworów w lokalach.
| Data            | Piosenka                   | Wykonawca                          | Źródło  |
| --------------- | -------------------------- | ---------------------------------- | ------- |
| 1 stycznia      | „Only Girl (In the World)” | Rihanna                            | [ 157 ] |
| 16 stycznia     | „Only Girl (In the World)” | Rihanna                            | [ 158 ] |
| 1 lutego        | „Only Girl (In the World)” | Rihanna                            | [ 159 ] |
| 16 lutego       | „Only Girl (In the World)” | Rihanna                            | [ 160 ] |
| 1 marca         | „Only Girl (In the World)” | Rihanna                            | [ 161 ] |
| 16 marca        | „Take Over Control”        | Afrojack feat. Eva Simons          | [ 162 ] |
| 1 kwietnia      | „Take Over Control”        | Afrojack feat. Eva Simons          | [ 163 ] |
| 16 kwietnia     | „Losing Control”           | The Nycer feat. Decci              | [ 164 ] |
| 16 maja         | „On the Floor”             | Jennifer Lopez feat. Pitbull       | [ 165 ] |
| 1 czerwca       | „On the Floor”             | Jennifer Lopez feat. Pitbull       | [ 166 ] |
| 16 czerwca      | „Loca People”              | Sak Noel                           | [ 167 ] |
| 1 lipca         | „Loca People”              | Sak Noel                           | [ 168 ] |
| 16 lipca        | „Loca People”              | Sak Noel                           | [ 169 ] |
| 1 sierpnia      | „Loca People”              | Sak Noel                           | [ 170 ] |
| 16 września     | „Welcome to St. Tropez”    | DJ Antoine vs Timati feat. Kalenna | [ 171 ] |
| 1 października  | „Welcome to St. Tropez”    | DJ Antoine vs Timati feat. Kalenna | [ 172 ] |
| 16 października | „Rain Over Me”             | Pitbull feat. Marc Anthony         | [ 173 ] |